# Jacek Pałucha
Jacek Pałucha (* 24. Juni 1966 in Tschenstochau) ist ein polnischer Maler, der auch als Schauspieler und Sänger tätig ist.

## Leben
Pałucha besuchte die 4. Sekundarschule „Sienkiewicz“ in Tschenstochau und studierte ab 1987 an der Akademie der Bildenden Künste in Warschau u. a. bei Ludwik Maciąg. Seinen Abschluss erlangte er 1993 unter Wiesław Szamborski. Satirische Zeichnungen von Pałucha wurden in der Tschenstochau-Ausgabe der Gazeta Wyborcza und in Rzeczpospolita veröffentlicht. Er bebilderte Zeitschriften wie Jazz Magazine und Mida, illustrierte Bücher und gestaltete Theaterplakate. Pałucha schuf den Kalender der Stadt Tschenstochau des Jahres 2013 mit zwölf eigens dazu angefertigten Bildern. Er erhielt im Jahr 2009 den Kulturpreis des Bürgermeisters von Tschenstochau (poln.: Nagród Prezydenta Miasta Częstochowy w Dziedzinie Kultury). Von 2010 bis 2014 war er als Lehrer für Malerei an der Staatlichen Sekundarschule für Bildende Künste „Jacek Malczewski“ in Tschenstochau tätig.
Neben seiner Tätigkeit als Maler gründete und leitete Pałucha verschiedene Musikgruppen (Formacja Nieżywych Schabów, Furmanka, Superpałka und Zajadzicy z cosmos). Er entwarf Cover für seine eigenen und die Alben von Kollegen, darunter für die Band Kult (Album „Spokojnie“) und die französische Gruppe Vacanses prolongee (Album „Les VRP“). Er spielte eine der Hauptrollen im Film „Balanga“ von Łukasz Wylężałek (1993).

### Werk (Malerei)
Das Werk Pałuchas ist von Salvador Dalí inspiriert. Die Gesamtheit der Gemälde bilden ein farbenfrohes und warmes Universum menschlichen Miteinanders. Die dargestellten Situationen greifen Alltagsthemen in einer ausdrucksstarken, oft auch grotesken Darstellung auf. Die gezeigten Protagonisten werden bezüglich ihrer charakterlichen Fehler und körperlichen Unvollkommenheiten mit einem verständnisvollen Lächeln angesprochen.

„Die Gemälde von Jacek Pałucha zeigen, wie interessant seine Kunst sowohl formal als auch inhaltlich ist. Den satirischen Charakter seiner „realen“ Szenen betont er mit spöttischen Beschreibungen und Titeln. Er macht das Bürgertum zum Thema seiner Werke und deckt auf humorvolle Weise dessen zahlreichen Laster auf. Pałuchas Kunst ist sarkastisch, aber auch anekdotisch.“

### Ausstellungen
Pałucha zeigte seine Bilder in vielen Einzel- und Gruppenausstellungen in Polen. Sie wurden auch international präsentiert:
| Einzelausstellungen: - 1993 - Piement Gallerie, Paris, Frankreich - 1993 - Citadelle, Calvi, Korsika - 1994 - Espace Tristan Bernard, Paris, Frankreich - 1994 - MJC, Manosque, Frankreich - 1995 - Galerie Werkstatt 101, Leer, Deutschland - 1996 - Espace Degree, Luxemburg - 2000 - Galeria Native Art, Aalborg, Dänemark - 2002 - Anya Tish Gallery (The Society for Arts), Houston, USA - 2002 - 1112 Gallery (The Society for Arts), Chicago, USA - 2003 - 1112 Gallery (The Society for Arts), Chicago, USA - 2003 - Friedrich Gallery (The Society for Arts), Seattle, USA - 2005 - Kunstsalon Düsseldorf, Deutschland | Gruppenausstellungen: - 1993 - Europ'Art Polexpo, Genf, Schweiz - 1994 - Junge Künstler aus Polen, Gallerie Gojowy, Krefeld, Deutschland - 1995 - Coincidence III, IGNIS Europäisches Kulturzentrum, Köln, Deutschland - 1997 - Parktheater, Iserlohn, Deutschland - 1997 - DG Consult, Frankfurt am Main, Deutschland |

Die Ausstellungen in den USA im Jahr 2002 und 2003 erfolgten im Rahmen einer Zusammenarbeit mit der in Chicago ansässigen The Society for Arts. Die in Chicago, Seattle, Houston und Charlotte gezeigten Werke wurden im Anschluss in die private Sammlung zeitgenössischer polnischer Malerei von Chris Sztyber (My Second World. Polish Painting Collection) übernommen.